# تاريخ العلوم (مجلة)
تاريخ العلوم مجلة أكاديمية مُحكّمة تُغطّي تاريخ العلوم والطب والتكنولوجيا. رئيسة تحريرها هي ليزا ل. روبرتس (جامعة توينتي). تأسست عام 1962، وتصدرها سيج للنشر.

## التلخيص والفهرسة
المجلة مُلخَّصة ومفهرسة في سكوبس وفهرس استشهادات العلوم الاجتماعية. ووفقًا لتقارير استشهادات المجلات، بلغ معامل تأثيرها لعام 2021 1.0371.